# 국립 칭화 대학
국립 칭화 대학(중국어 정체자: 國立清華大學)은 중화민국 타이완 신주 시에 있는 국립 종합 대학이다. 1911년 중국 본토에 최초로 설립되었고 그 후 장제스가 중화민국 국민 정부를 타이완에 설치하면서 1956년에 국립 칭화 대학이라는 명칭으로 설립되었다. 공학, 인문, 사회과학 등에 관련된 분야에서 교육, 연구를 하고 있고, 현재 중화민국 타이완을 대표하는 명문 국립 종합 대학 중 하나로 꼽힌다. 중국 본토의 칭화 대학과도 교류는 지속되고 있다.

## 역사
- 1956년 - 장제스의 타이완 국민 정부가 신주시에서 '원자 과학 연구소'를 설립하고 메이이치가 교장에 취임하면서 개교함.

## 같이 보기
- 신주과학공원
- 중앙연구원
- 칭화 대학